# Gespikkeld bezit

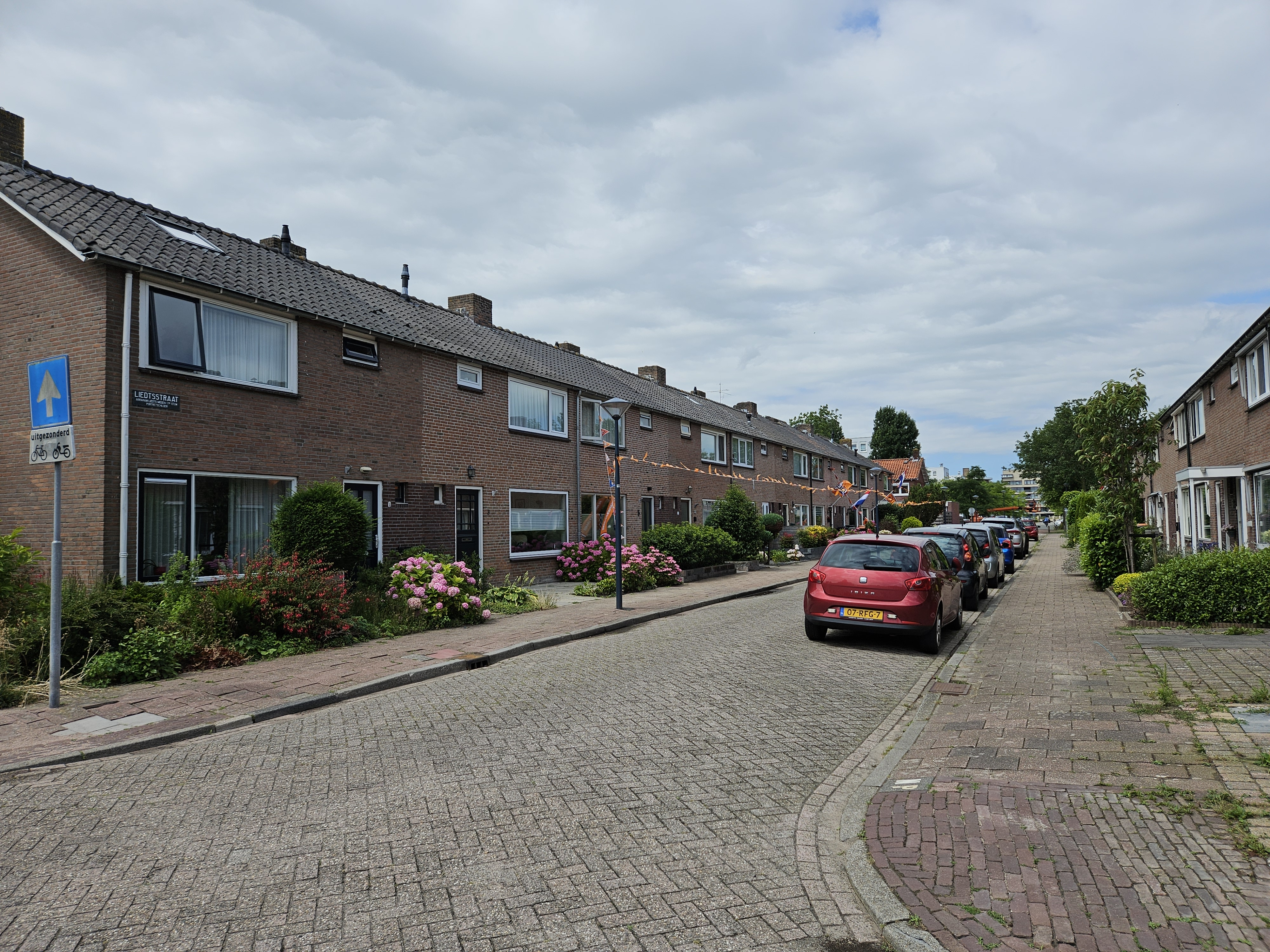
Rijtjeshuizen in Hoorn

Gespikkeld bezit is een begrip uit de Nederlandse Woningwet. Hieronder wordt verstaan: "een samenhangend geheel van woningen dat in aanmerking komt voor herstructureringsactiviteiten dat deels in bezit is van een toegelaten instelling en waarbij die toegelaten instelling de herstructurering van het samenhangend geheel van woningen op zich wil nemen".
In de praktijk zijn het woningen in appartementencomplexen of rijtjeswoningen, die deels in handen zijn van een woningcorporatie en deels van particulieren.
Bij gespikkeld bezit is het voor corporaties niet toegestaan om bij te dragen aan een duurzaamheidsinvestering van de particuliere woningeigenaren of aan deze eigenaar-bewoners een lening te verstrekken. Maar sinds 1 januari 2022 is het wel mogelijk voor corporaties bijvoorbeeld de overheadkosten voor ze te dragen, zoals de kosten voor het aanvragen van een vergunning, het technisch ontwerp en andere projectkosten. Ook bij andere noodzakelijke werkzaamheden, zoals funderingsherstel, waarbij woningen niet los van elkaar aangepakt kunnen worden.